# Castello dei Pio

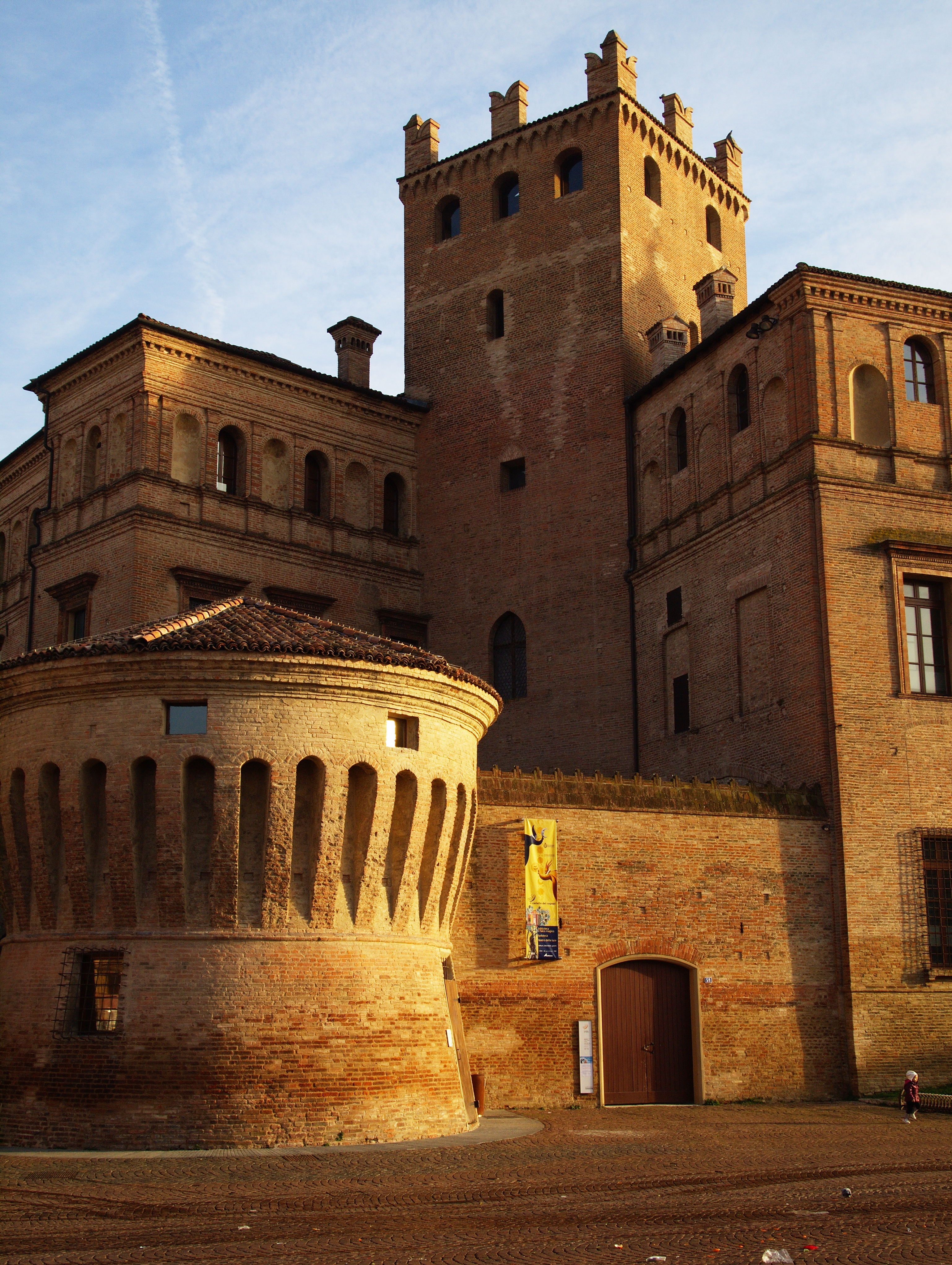
Castello dei Pio mit dem „Torre dell’Uccelliera“ und dem „Torre di Passerino Bonacolsi“

Das Castello dei Pio, auch Palazzo dei Pio, ist ein Burgenkomplex aus dem 11. bis 17. Jahrhundert im mittelalterlichen Zentrum von Carpi in der italienischen Region Emilia-Romagna. Es liegt zwischen der Piazza dei Martiri und dem Piazzale Re Astolfo und gehörte der Familie Pio di Carpi.

## Geschichte
Der Komplex, der einst von Burggräben umgeben war, besteht aus mehreren Baukörpern, die zwischen dem 11. und dem 17. Jahrhundert errichtet wurden. Die Familie Pio wohnte dort vom 14. bis zum 16. Jahrhundert. Zu den Gebäuden, die in mehrfacher Weise miteinander vereinigt wurden, zählen das Taubenhaus, der Torre del Passerino (auch Torre del Bonacolsi), die zentrale Hauptfassade, die Zimmer des Bischofs, der Uhrenturm, der Torrione degli Spagnoli (dt.: Spanierturm, auch Torre di Galasso), sowie die alte und die neue Burg. Der entscheidende Impuls ging von Albert III. Pio di Savoia aus, der die mittelalterliche Burg im 16. Jahrhundert in eine Residenz im Stil der Renaissance umbauen ließ.
In den Jahrhunderten, die auf den Fall der Pios folgten, wurde der Komplex mehrmals für verschiedene Zwecke umgebaut. Heute sind dort das historische Stadtarchiv von Carpi, die Museen (Palastmuseum, Stadtmuseum, Museum zum Gedenken an die politische und rassische Vertreibung) und das „Castello dei Ragazzi“ untergebracht und gelegentlich finden dort Kunstausstellungen statt.

## Beschreibung

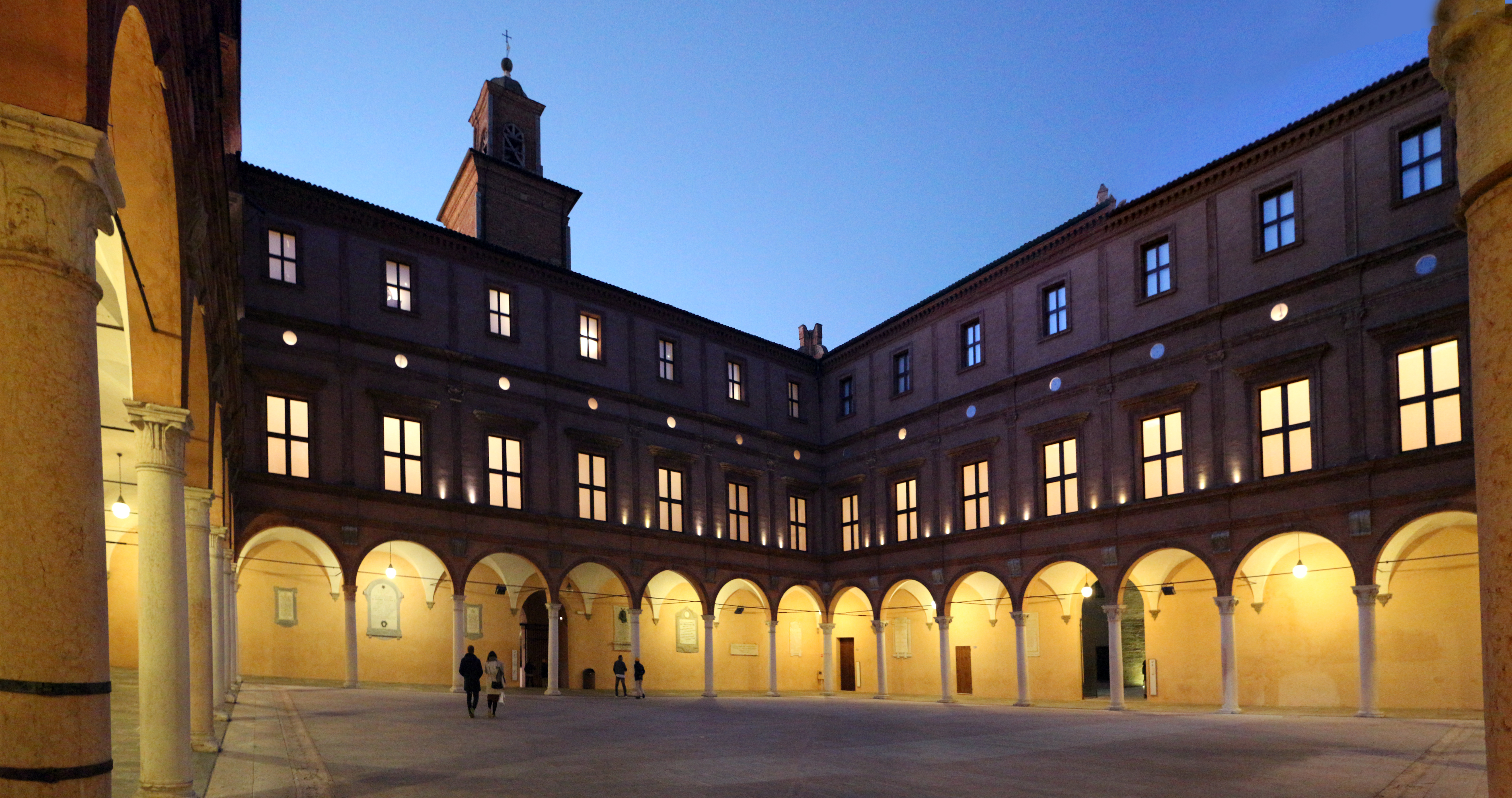
Haupthof

Die lange Fassade zum Platz hinaus ist durch den Renaissancestil geprägt. Reste von Fresken von Giovanni del Sega (1506) befinden sich im Obergeschoss, wo sich Fenster und separate Nischen mit Pilastern befinden. In der Mitte erhebt sich der Uhrenturm aus dem 17. Jahrhundert, der vage an das Castello Estense in Ferrara erinnert, wogegen nördlich davon die zylindrische Bastion aus dem Jahr 1480 namens „Torre dell’Ucelliera“ (dt.: Taubenturm) und der ältere zinnenbewehrte Turm von Passerino Bonacolsi (1320) liegen. Am anderen Ende ist der große Turm von Galasso Pio aus dem Jahr 1450 mit Terrakotta und Zinnen verziert.
In den Komplex tritt man durch das Vestibül unter dem Uhrenturm ein und gelangt dann in den großen Haupthof, dessen Stil von Donato Bramante inspiriert ist: Er ist mit Laubengängen an allen vier Seiten versehen und zeigt Rundbögen, gestützt von Marmorsäulen mit interessanten Kapitellen, vor allen Dingen auf der linken Seite des Betrachters. Die Verzierungen aus Terrakotta wurden 1874 restauriert. Auf der rechten Seite gelangt man zur doppelzügigen Monumentaltreppe mit Verbindung durch einen Kuppelbalkon.

### Museen
In Inneren der Burg liegen die Museen: Das Museum „Giuglio Ferrari“, das Stadtmuseum, die Holzschnittausstellung von Ugo da Carpi, die Blumarine-Hommage von Anna Molinari und weitere didaktische und geschichtliche Abteilungen.

#### Monumentalräume
Im Hauptgeschoss sind die Räume um den Innenhof als durchgehende Loggia (heute mit Glas verkleidet) im Stil der Logge di Raffaello aufgebaut; einen Einfluss von Baldassare Peruzzi kann man nicht ausschließen. Von dort aus kann man in die Monumentalräume im Nordostflügel gelangen. Zuerst trifft man auf den „Salone dei Mori“ (dt.: Maurensaal), der von den Sälen der D’Estes, wie im Palazzo Schifanoia, inspiriert und mit Perspektiven, Statuen im antiken Stil und Allegorien (kaum noch zu erkennen) von Giovanni del Sega (1506) dekoriert ist. Rechts davon liegt die Kapelle, bestehend aus einem Langhaus mit zwei Jochen und einem quadratischen Chor mit Kuppel und Pendentifs (restauriert 1921). Die Wände und die Gewölbe sind mit Fresken aus dem frühen 16. Jahrhundert von Bernardino Loschi bedeckt (Geschichten von Maria, Alberto Pio und den Angehörigen). Am Altar fand sich „Mariä Verkündigung“ von Vincenzo Catena, das heute in einem anderen Saal des Museums untergebracht ist. An den Wänden gibt es darüber hinaus noch vier Ronden in glasierter, mehrfarbiger Terrakotta von Andrea della Robbia, auf denen die „Evangelisten“ abgebildet sind. Wertvoll, aber nicht original, ist der Majolikaboden.
Der Anbau „Stanza del Forno“ (dt.: Ofenzimmer) hat einen offenen Kamin mit Holzkassetten aus dem 16. Jahrhundert und abgelöste Fresken, ebenfalls aus dem 16. Jahrhundert. Es folgen das „Stanza Ornata“ (dt.: Geschmücktes Zimmer) mit Perspektiven von Bernardino Loschi und das „Stanza dei Triomfi“ (dt.: Triumphzimmer) mit Resten von Fresken desselben Künstlers, das von den „Triumphen des Petrarca“ inspiriert wurde, ein wohlgelittenes Thema an den Höfen der Renaissance. Einst befand sich dort die bedeutendste Keimzelle der Kunstgalerie, aber heute legt man am meisten Wert auf die restaurierten Fresken. Daran anschließend liegt das „Stanza dell’Amore“ (dt.: Liebeszimmer) mit einem offenen Kamin aus dem 15. Jahrhundert und einem mit Malereien und Stuck dekorierten Gewölbe. Die stumpfen Fresken stammen aus dem 15. und 16. Jahrhundert.
Weitere Räume sind der „Sala dei Cervi“ (dt.: Hirschsaal) mit jagdlichen Fresken aus dem 16. Jahrhundert und das „Stanza degli Stemmi“ (dt.: Wappenzimmer) mit Fresken aus dem 16. Jahrhundert.
Die Pinakothek wird gerade renoviert. Zu den dortigen Gemälden gehören die „Rache der Prokne“ von Mattia Preti, die „Allegorie von Laster und Tugend“ von Jacopo Palma dem Jüngeren, „Mariä Verkündigung“ von Scarsellino aus Ferrara, die „Taufe Christi“ von Denys Calvaert (Meister von Guido Reni) und Werke von Giovanni del Sega und vielen anderen Malern der Schule der Emilia. Darüber hinaus gibt es dort Renaissancekeramiken aus der Schule der Emilia und historische Möbel.

#### Holzschnittmuseum
In einigen Räumen im Hauptgeschoss wurde 1936 das „Museo della Xilografia italiana“ untergebracht, das Ugo da Carpi und anderen italienischen und ausländischen Künstlern gewidmet ist. Dort sind originale Rotationswerke, Matrizen und eine Druckerpresse aus dem 19. Jahrhundert ausgestellt.

#### Stadtmuseum

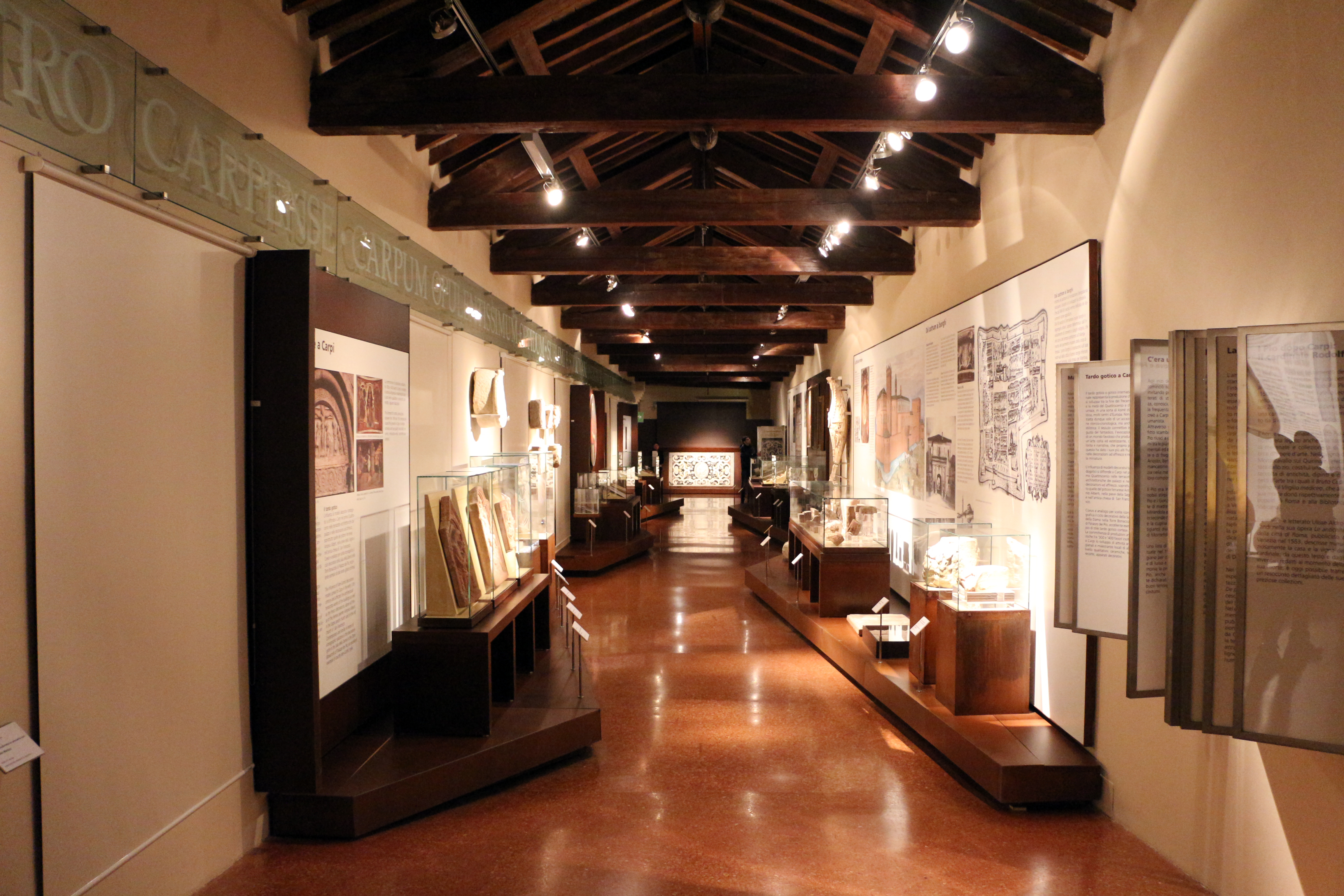
Stadtmuseum

Im zweiten Obergeschoss liegt das kürzlich neu geordnete „Museo della Città“ (dt.: Stadtmuseum). In den Räumen um die Loggia zeigt die Ausstellung Stücke aus der Gegend, angefangen von einer archäologischen Abteilung mit prähistorischen, estruskischen aus der Poebene, keltischen, römischen und mittelalterlichen Ausstellungsstücken. Es folgt eine moderne Abteilung mit besonderer Berücksichtigung der Herren der Stadt (zuerst die Pio di Carpi und dann die D’Estes), eine für Bronzen aus dem Frankreich des 19. Jahrhunderts, eine zur Herstellung von Stuckmarmorflächen im 17. und 18. Jahrhundert, eine zum Risorgimento, eine zur bäuerlichen Welt und eine zum industriellen und zeitgenössischen Carpi mit besonderer Berücksichtigung der Textilfertigung und der Exzellenz der Gegend auf diesem Gebiet, vertreten durch die Werke von Anna Molinari mit ihrer Marke Blumarine.

#### Museumsdenkmal an die politische und rassische Vertreibung
In einem Nebenhof liegt das „Museo-monumento al Deportato politico e razziale“, das 1973 als Projekt von Ludovico Belgiojoso eingeweiht wurde. Es verfolgt die Geschichte des Durchgangslagers Fossoli im Zweiten Weltkrieg, des einzigen seiner Art in Italien, das nicht weit von Carpi entfernt lag. Dort wurden die Internierten gesammelt, um später in die Vernichtungslager in Deutschland verbracht zu werden. An diese Nazilager erinnern 16 große Betonstelen mit deren Namen.

#### Stadtbibliothek
Vom Hof aus gelangt man in die Stadtbibliothek, die am Piazzale Re Astolfo liegt und in der 30.000 Bände und eine seltene Sammlung alter Werke und Inkunabeln aus der Bibliothek der Franziskanerpadres untergebracht sind.